# Gordon Parks

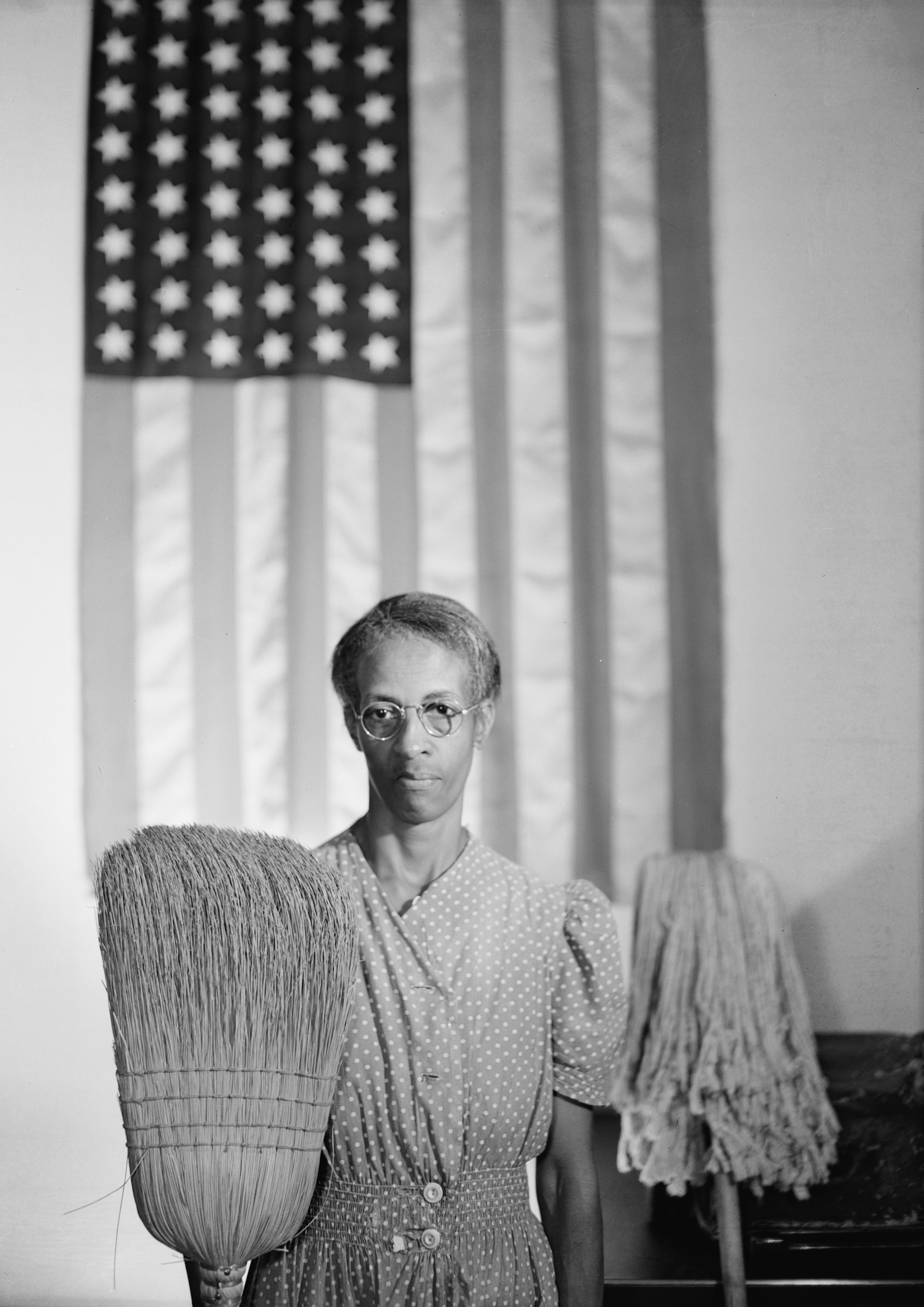
American Gothic, Washington, D.C.; Retrato de Ella Watson, 1942.

Gordon Parks (Fort Scott (Kansas), 30 de noviembre de 1912 - Nueva York, 7 de marzo de 2006) fue un fotógrafo, músico, escritor y director de cine estadounidense. Se le reconoce como el primer fotoperiodista negro que trabajó para la revista Life, por ser el director de la película Las noches rojas de Harlem y ser uno de los encargados de documentar la Gran Depresión para la Administración de Seguridad Agraria. 

## Vida
Nació en Fort Scott, Kansas , en el seno de una familia humilde. Era el hijo pequeño de quince hermanos del matrimonio formado por Sarah (de soltera Ross) y Jackson Parks. Su padre era un agricultor que cultivaba maíz, remolacha, nabos, patatas, col rizada, y tomates. También tenían unos pocos patos, pollos y cerdos.
Asistió a una escuela primaria segregada. Sin embargo, la ciudad era demasiado pequeña para permitir un instituto independiente que facilitase la segregación en los estudios secundarios, pero a los negros no se les permitía practicar deportes o asistir a las actividades sociales de la escuela y les desanimaban para desarrollar cualquier aspiración para realizar una educación superior. Parks relató en un documental sobre su vida que su maestro le dijo que su deseo de ir a la universidad sería una pérdida de dinero.
A los once años, tres chicos blancos lo arrojaron al río Marmaton, sabiendo que no sabía nadar. Sin embargo, consiguió salir por sus medios. A los catorce años murió su madre y poco después lo enviaron a vivir con su hermana en Minneapolis, pero con 16 años su cuñado le hizo marcharse. En 1929, trabajó brevemente en un club de caballeros, el Club de Minnesota, donde pudo observar la parafernalia de éxito, pero también fue capaz de leer muchos libros de la biblioteca del club. Cuando tras el desplome de Wall Street de 1929 cerró el club, se trasladó a Chicago, donde encontró un trabajo en una pensión económica. Otros trabajos que realizó fueron ayudante de camarero, leñador, jugador de baloncesto y pianista.
Con 25 años se inició en la fotografía de un modo autodidacta y al ir a revelar su primer rollo los empleados del laboratorio le comentaron que eran unas fotografías muy buenas. A partir de ese momento decidió dedicarse a la fotografía. Se casó y se divorció tres veces. Primero se casó a Sally Alvis en Minneapolis en 1933, se divorciaron en 1961. Después se casó con Elizabeth Campbell en 1962 y se divorciaron en 1973. Conoció a la joven Genevieve en 1962 cuando comenzó a escribir The Learning Tree. Se casaron en 1973 y se divorciaron en 1979. 
Tuvo cuatro hijos: Gordon, Jr., David, Leslie, y Toni (Parks-Parsons). Su hijo mayor Gordon Parks, Jr., cuyo talento se parecía a su padre, murió en un accidente aéreo en 1979 en Kenia, donde había ido a dirigir una película. [31] [32] Parks tiene cinco nietos: Alain, Gordon III , Sarah, Campbell y Satchel. También fue el padrino de Qubilah Shabazz, hija de Malcolm X.
A lo largo de su vida recibió más de 20 doctorados "Honoris Causa".
Murió de cáncer a la edad de 93 años cuando vivía en Manhattan, pero está enterrado en su ciudad natal de Fort Scott, Kansas.

## Actividad fotográfica
Tras conocer la obra de Norman Alley y algunas fotografías de la FSA, el primer carrete fotográfico que hizo le animó a dedicarse a la misma. Se había comprado una cámara Voigtländer Brillant y con ella hizo después una serie de fotografías de modas para una tienda local en Saint Paul (Minnesota). Su trabajo fotográfico dirigido a la captura de las innumerables experiencias de los afroamericanos en toda la ciudad de Chicago, lo llevó a recibir el Julius Rosenwald Fellowship. En 1942 Roy Stryker le contrató para trabajar en la Farm Security Administration, donde pudo poner en práctica la fotografía directa. Uno de los trabajos más conocidos fue el reportaje realizado a Ella Watson, limpiadora de la FSA, realizado en Washington D. C. y titulado American Gothic en relación con el cuadro de Grant Wood titulado con el mismo nombre.
Tras la Segunda Guerra Mundial estuvo trabajando como fotógrafo para la Standard Oil desde 1945 a 1948, para Roy Stryker. Alexey Brodovitch intentó contratarlo para trabajar en su revista Harper's Bazaar, pero no pudo hacerlo al ser negro. En 1949 fue contratado por la revista Life, siendo el primer fotógrafo negro que trabajó para la misma. Al estar concienciado con la situación de la población negra realizó reportajes sobre la misma, dando a conocer el barrio de Harlem y la vida en el mismo. Entre sus reportajes más significados se pueden mencionar los realizados con motivo de la muerte de Malcolm X y de Martin Luther King.
Acostumbraba a acompañar sus fotografías con poemas.

## Actividad cinematográfica
En 1969 dirigió, produjo, escribió el guion y la música de la película The Learning Tree (El árbol de la sabiduría), que estaba basada en una novela suya. Posteriormente dirigió Las noches rojas de Harlem, Shaft vuelve a Harlem y Leadbelly.
Fue el primer director negro que realizó una película en los estudios de Hollywood, además en sus historias policíacas fue la primera vez que el principal protagonista era un inspector negro.